# Balabîne
Balabîne (în ucraineană Балабине) este o așezare de tip urban din raionul Zaporijjea, regiunea Zaporijjea, Ucraina. În afara localității principale, nu cuprinde și alte sate.

## Demografie
Componența lingvistică a așezării de tip urban Balabîne
     Ucraineană (84,07%)
     Rusă (15,37%)
     Alte limbi (0,21%)
Conform recensământului din 2001, majoritatea populației așezării de tip urban Balabîne era vorbitoare de ucraineană (84,07%), existând în minoritate și vorbitori de rusă (15,37%).